# Odynerus pratensis
Odynerus pratensis är en stekelart som beskrevs av Henri Saussure. Odynerus pratensis ingår i släktet lergetingar, och familjen Eumenidae. Inga underarter finns listade i Catalogue of Life.